# 荆州站
荆州站位于中国湖北省荆州市荆州区，是汉宜铁路和荆荆高速铁路上的车站，由武汉局集团管辖，于2012年7月1日正式投入运营。

## 车站结构

### 站房

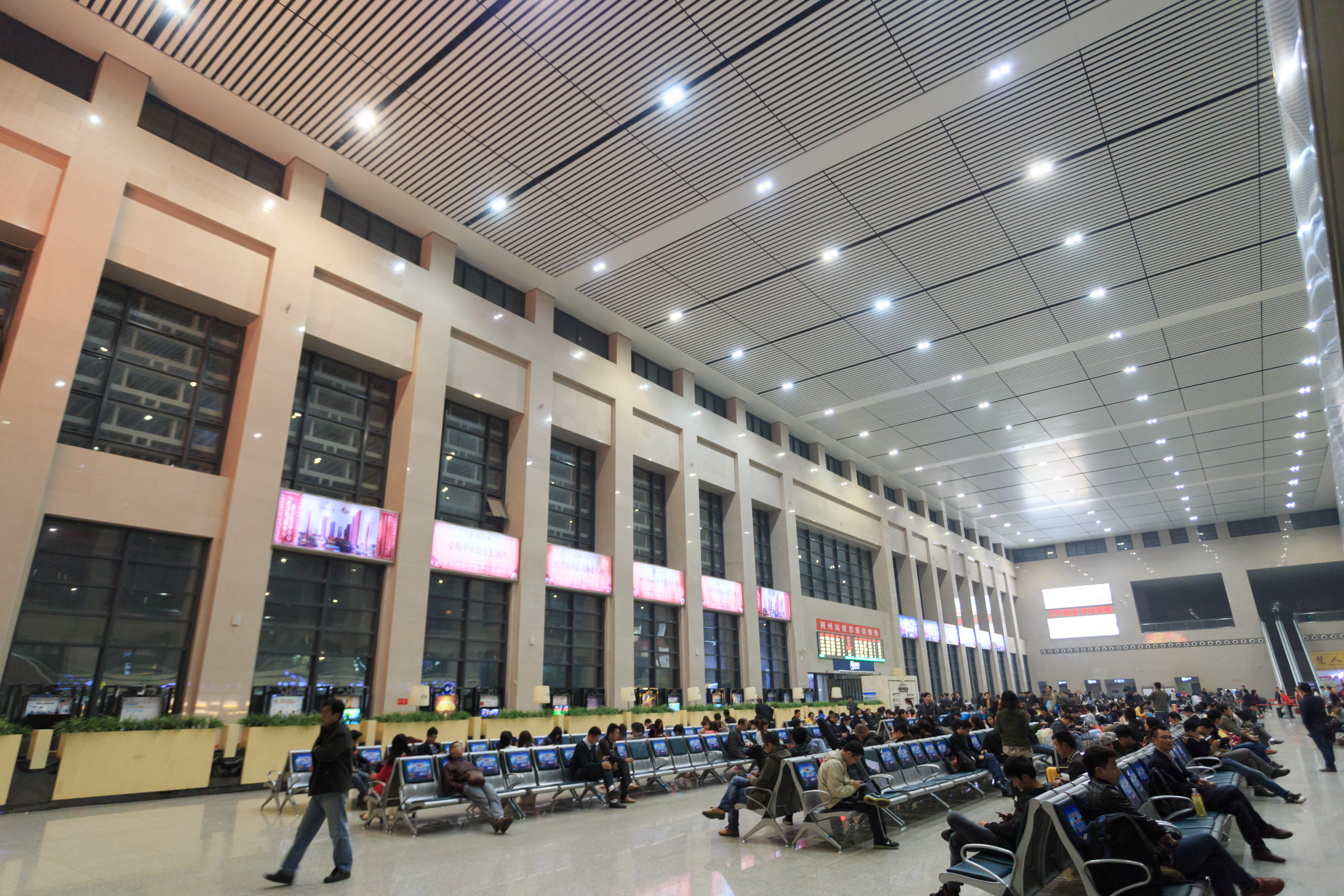
候车厅

荆州站站台规模为4台9线，总建筑面积为5万平方米，南站房面积约11980㎡，站房中间候车大厅为单层轻钢网架结构，两侧为两层（设有夹层）钢筋混凝土框架结构。整个站房呈对称式布局，旅客进出站主要流线为“下进下出”式，即地道进站、地道出站。新建站房整体布局按照候车、售票、行包和生产办公四大主要功能进行分区。站房主立面面向城市广场。北站房与南站房隔铁路线相望，整个项目包括荆州站北站房和两栋附属配套楼。北站房主体采用钢筋混凝土框架结构，大屋盖部分为钢桁架结构。站房共两层，一层设置候车大厅、综合服务厅、出站厅、旅客服务用房等，二层为办公用房和通信工程等“四电”用房。荆州站北站房为线侧下式站房，旅客进出流线为下进下出。
售票厅位于站房西侧，设有8个售票窗口，西侧设置自动售票机。候车大厅设于站房中部，面积4446㎡，候车区北端设一组楼、扶梯可将候车区旅客送至基本站台，经过楼梯、扶梯进入2、3站台。出站厅位于站房东侧，基本站台旅客可沿出站楼梯、扶梯到达出站厅，二、三站台旅客通过出站地道到达出站厅出站。

### 站台布置

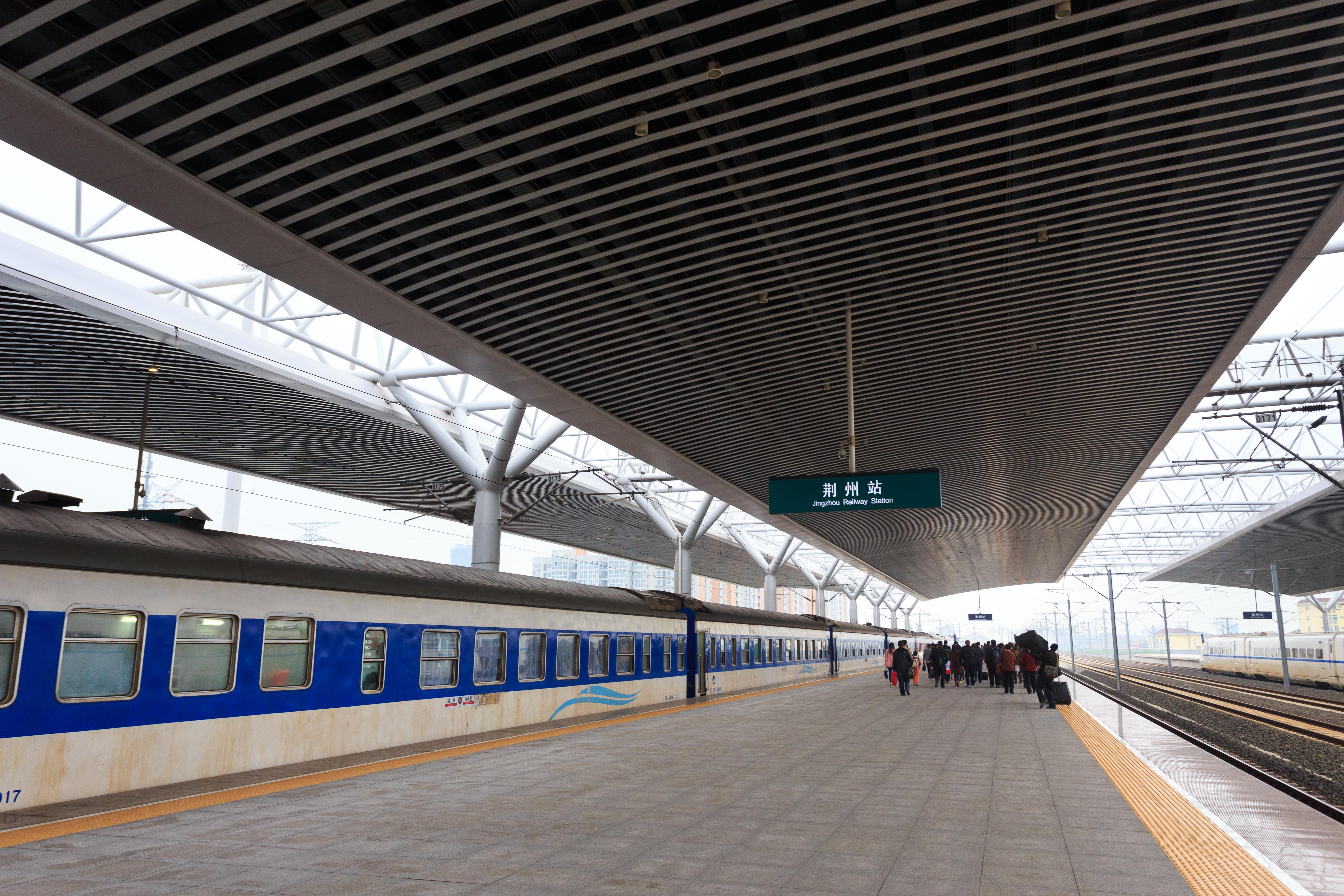
站台

| 北↑  |      | 北站房                                  |  |
| 10道 |      | 股道预留                                |  |
| 9道  | 9    | 到发线                                  |  |
|      | 岛式 |                                         |  |
| 8道  | 8    | 到发线                                  |  |
| 7道  | 7    | 到发线                                  |  |
|      | 岛式 |                                         |  |
| 6道  | 6    | 到发线                                  |  |
| Ⅴ道  |      | （枝江北站）沪蓉铁路 下行正线（潜江站） |  |
| Ⅳ道  |      | （枝江北站）沪蓉铁路 上行正线（潜江站） |  |
| 3道  | 3    | 到发线                                  |  |
|      | 岛式 |                                         |  |
| 2道  | 2    | 到发线                                  |  |
| 1道  | 1    | 到发线                                  |  |
|      | 侧式 |                                         |  |
| 南↓  |      | 南站房                                  |  |